# قصر تاجيلاليت
قصر تاجيلاليت هو قصرٌ (قريةٌ محصنة) في المغرب، يقعُ في منطقة جهة درعة تافيلالت. تبلغ مساحته 0.07 هكتار.